# Юлчурина, Альфия Мурзабулатовна
Юлчу́рина Альфия́ Мурзабула́товна (баш. Әлфиә Мырҙабулат ҡыҙы Юлсурина, род. 25 апреля 1960 года) — певица, народная артистка Республики Башкортостан (2010).

## Биография
Родилась 25 апреля 1960 года в селе Старосубхангулово Бурзянского района БАССР.
В 1983 году окончила Уфимское училище искусств — отделение сольного пения (класс А. К. Масалимовой).
По окончании училища работала художественным руководителем Бурзянского районного ДК.
С 1996 года — артистка вокалистка Башкирской филармонии. Обладает голосом меццо-сопрано широкого диапазона.
Работала в эстрадных группах филармонии — под руководством Ф. Ганиева, Р. Вальмухаметова, «Кызык и Мэзэк».
С 2007 года Юлчурина А. М. — солистка эстрадно-джазового оркестра Башкирской государственной филармонии.

## Вокальные партии
Башкирские народные песни «Абдрахман кантон», «Боронғо йыр» — «Старинная песня», «Гайса ахун», «Ҡара урман» — «Тёмный лес», «Сибай», «Юлготло», «Ялан Яркей», песни и романсы З. Г. Исмагилова, Т. Ш. Каримова, С. А. Низаметдинова, С. З. Сайдашева, З. Хакима, Р. М. Хасанова, Р. М. Яхина, старинные рус. романсы и др.

## Награды и звания
- Народная артистка Республики Башкортостан (2010)
- Заслуженная артистка Республики Башкортостан (2002)
- Лауреат конкурсов песни «Йәш тауыштар» («Молодые голоса», 1989), исполнителей баш. песен «Яҙғы моңдар» («Весенние мелодии», 1995; оба — Уфа).